# Österreichischer Bauherrenpreis 1998
Mit dem Österreichischen Bauherrenpreis der Zentralvereinigung der Architekten Österreichs wurden im Jahr 1998 die folgenden Projekte ausgezeichnet:
| Realisierung                                                          | Bauherr                                                                                   | Planer                          |
| --------------------------------------------------------------------- | ----------------------------------------------------------------------------------------- | ------------------------------- |
| Generalsanierung Stadttheater Klagenfurt                              | Stadttheater Klagenfurt mit Intendant Dietmar Pflegerl und Bürgermeister Harald Scheucher | Günther Domenig                 |
| Flüchtlingsheim Zinnergasse in Kaiserebersdorf in Wien-Simmering      | Wohnbauvereinigung für Privatangestellte mit Dir. E. Weihsmann                            | Schwalm-Theiss & Gressenbauer   |
| Neue Gewächshäuser - Botanischer Garten der Universität Graz          | Steiermärkische Landesregierung mit Landeshauptmann Josef Krainer junior                  | Volker Giencke                  |
| Offenes Kulturhaus Oberösterreich Zentrum für Gegenwartskunst in Linz | Land Oberösterreich mit Landeshauptmann Josef Pühringer und Landesrat Walter Aichinger    | P. & G. Riepl                   |
| Glaserei Raimund Ebner in Güssing                                     | Raimund Ebner                                                                             | Pichler & Traupmann Architekten |
| Einkaufszentrum Europark in Salzburg                                  | Spar Österreichische Warenhandels-AG mit Vorstandsdirektor Gerhard Drexel, GF Markus Wild | Massimiliano Fuksas             |